# イングリッシュ・スプリンガー・スパニエル
イングリッシュ・スプリンガー・スパニエル（英:English Springer Spaniel）は、イギリス原産の鳥猟犬である。

## 歴史
イングリッシュ・スプリンガー・スパニエルは、伝統的な狩猟犬のフラッシングやレトリービングに使用されてきたスパニエル・グループのガンドッグである。この犬種は19世紀半ばのノーフォークまたはシュロップシャー・スパニエルの子孫である。ウェルシュ・スプリンガー・スパニエルと近縁であり、イングリッシュ・コッカー・スパニエルとも非常に近い。小型の「コッカー」はウッドコック猟に使用され、大型の同腹犬は他の猟鳥をフラッシュ（「スプリング」）するのに使用された。イングリッシュ・コッカー・スパニエルとは同一犬種として扱われてきたが、1902年、ケネンル・クラブはイングリッシュ・スプリンガー・スパニエルを別個の犬種として認定した。

## 特徴
体高51cm前後、体重22kg前後の中型犬である。
激しい狩りにも耐えうる体力・持久力を有し、かなりの運動量が要求される。 賢く、とても明るい性格で、はしゃぎたがる性格であるが、突発的に興奮する事もあり、初心者には不向きな犬種である。股関節形成不全、網膜萎縮になりやすい。